# Carira (microregio)
Carira is een van de 13 microregio's van de Braziliaanse deelstaat Sergipe. Zij ligt in de mesoregio Sertão Sergipano en grenst aan de microregio's Sergipana do Sertão do São Francisco, Nossa Senhora das Dores, Agreste de Itabaiana, Agreste de Lagarto, Tobias Barreto, Ribeira do Pombal (BA) en Jeremoabo (BA). De microregio heeft een oppervlakte van ca. 1.883 km². In 2006 werd het inwoneraantal geschat op 66.102.
Zes gemeenten behoren tot deze microregio:
- Carira
- Frei Paulo
- Nossa Senhora Aparecida
- Pedra Mole
- Pinhão
- Ribeirópolis

Mesoregio's: Agreste Sergipano · Leste Sergipano · Sertão Sergipano

Microregio's: Agreste de Itabaiana · Agreste de Lagarto · Aracaju · Baixo Cotinguiba · Boquim · Carira · Cotinguiba · Estância · Japaratuba · Nossa Senhora das Dores · Propriá · Tobias Barreto · Sergipana do Sertão do São Francisco